# Ben Pease
Ben Pease, bzw. Benjamin Pease (* ca. 1834 in Edgartown, Massachusetts; † um 1870), war ein in den USA geborener Blackbirder, Kapitän und Sklavenhändler.

## Leben

### Die Anfänge
Pease wurde ungefähr 1834 (Genaueres ist nicht bekannt) in Edgartown, Massachusetts, als jüngstes von sieben Kindern der Eheleute Henry A. und Mary A. (Fisher) Pease geboren. Er heuerte relativ jung bei der Seefahrt an, arbeitete sich in den 1850er und 1860er Jahren bis zum Schiffskapitän hoch und befuhr vorrangig den Pazifik.
Nach Chinas Niederlage im Zweiten Opiumkrieg, wonach das Land sich der Legalisierung des Opiumhandels beugen musste, spielte Pease hierbei eine nicht unerhebliche Handelsrolle. Zudem gab es unbestätigte Gerüchte, er hätte in dieser Zeit ein Kanonenboot der Kaiserlichen Marine befehligt bzw. entlang der chinesischen Küste Handelsschiffe überfallen.

### Hayes und Pease
Das Leben und Schicksal von Ben Pease war eng mit dem von William Hayes verknüpft: beide waren in den USA geborene und den Pazifik befahrende Kapitäne, welche dem Blackbirding und Sklavenhandel nachgingen. Während „Bully Hayes“ allerdings ein vergleichsweise milder Ruf nachweht und er in Neuseeland teilweise als Volksheld gilt, galt Pease weitgehend eher als der Piraterie verschrieben und sah sich selbst zudem als „der letzte Freibeuter“ und „Südseepirat“.
Am 5. Juli 1865 erhielt Pease die erste Lizenz, Arbeiter von den Neuen Hebriden nach Fidschi zu vermitteln – so beschreibt es der Händler Alfred Restieaux, welcher sowohl mit Hayes als auch Pease Geschäfte betrieb. Pease sicherte sich um 1866 bzw. 1867 die Gunst eines Schiffseigners aus New London, von welchem er einen Schoner kaufte, der „Blossom“ getauft wurde und mit dem Pease Handel auf den Marshallinseln betrieb.
Schon wenig später kaufte Pease die „Water Lily“ dazu, eine 250 Tonnen schwere Brigg, die ursprünglich für den Opiumhandel mit China gebaut worden war, und rüstete sie für den Sklavenhandel um. Zwar gab es auch einige freiwillige Anwerbungen von Pazifikinsulanern, doch die Aktivitäten der „Blackbirder“ bestanden hauptsächlich aus Entführungen, Nötigung und Tricks, um Insulaner auf Schiffe zu locken, auf denen sie gefangen gehalten wurden, bis sie an ihrem Bestimmungsort ankamen.
Als die Water Lily 1868 in Manila repariert wurde, benannte er sie in „Pioneer“ um.
Im Jahr 1870 half Pease Bully Hayes bei der Flucht, nachdem dieser in Apia wegen Piraterie aufgrund Blackbirdings festgenommen worden war. Die genauen Umstände variieren stark in den jeweiligen Überlieferungen – fest steht allerdings, dass Hayes am 1. April 1870 an Bord der „Pioneer“ von Samoa floh.

### Pease Tod
Pease starb etwa um 1870 herum, allerdings gibt es keine gesicherten Informationen wann, wo und wie. Nach bisherigen Erkenntnissen (u. a. nach den Schilderungen Restieauxs) unternahm er mit Bully Hayes eine Handelsfahrt zu den Karolinen und den Marshallinseln, wonach beide allerdings in Streit um die Ladung gerieten. Hayes behauptete, die Ladung gehöre ihm und Pease transportiere sie lediglich als Fracht, während Pease Anspruch auf die Hälfte der Ladung erhob. Letztlich wurde diese in Shanghai verkauft.
Was danach mit Pease geschah, ist ungewiss; außer, dass er nie nach Apia zurückkehrte. Es existieren zwei ungesicherte Erzählungen: zum einen soll Pease ertrunken sein, als er von einem spanischen Kriegsschiff aus über Bord sprang, zum anderen soll er bei einem Kampf auf den Bonininseln getötet worden sein. Fest steht, dass Hayes das alleinige Kommando über die „Pioneer“ innehatte, als diese nach Samoa zurückkehrte. Seine Erklärung für diesen Wechsel war, dass Pease ihm das Schiff verkauft und sich nach China zurückgezogen hatte – eine Erklärung, die viele bezweifelten, aber nicht bestreiten wollten oder konnten. Hayes benannte das Schiff in „Leonora“ um und es erlitt später bei einem Sturm Schiffbruch im Hafen von Lelu auf Kosrae.

## Trivia
In dem 1983 gedrehten Abenteuerfilm „Insel der Piraten“ wird lose auf die Geschichte von Hayes (hier verkörpert von Tommy Lee Jones) und Pease (gespielt von Max Phipps) eingegangen, allerdings wurde diese sehr frei interpretiert und dramaturgisch anders aufbereitet.
| Personendaten    | Personendaten                                             |
| ---------------- | --------------------------------------------------------- |
| NAME             | Pease, Ben                                                |
| ALTERNATIVNAMEN  | Pease, Benjamin (vollständiger Name)                      |
| KURZBESCHREIBUNG | US-amerikanischer Blackbirder, Kapitän und Sklavenhändler |
| GEBURTSDATUM     | um 1834                                                   |
| GEBURTSORT       | Edgartown, Massachusetts –                                |
| STERBEDATUM      | um 1870                                                   |